# Gueux de mer

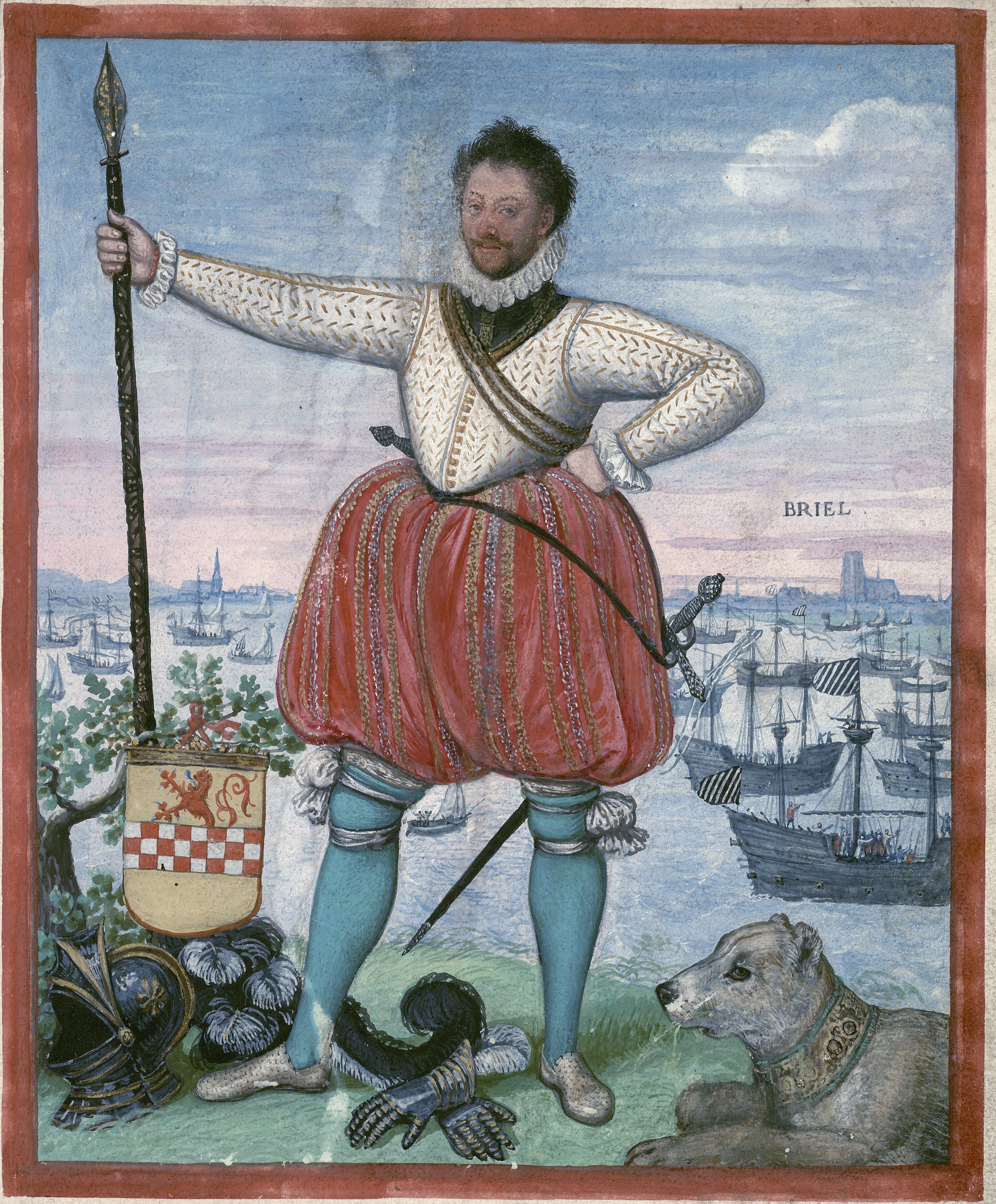
Guillaume II de La Marck, seigneur de Lumey, amiral des gueux de mer.

Les gueux de mer (en néerlandais : watergeuzen) sont un groupe de marins des Pays-Bas espagnols rejoint par des hommes sans aveu et autres aventuriers, réfugiés à l'étranger durant la répression de la révolte des Gueux par le duc d'Albe et l'armée espagnole, au début de la guerre de Quatre-Vingts Ans (1568-1648) des Néerlandais contre le roi Philippe II.
Les gueux de mer sont particulièrement connus par la prise du port de Brielle le 1er avril 1572, à un moment où le duc d'Albe semblait avoir rétabli l'ordre aux Pays-Bas.

## Contexte
À cette époque, avant la sécession des Provinces-Unies (1585), les Pays-Bas espagnols s'étendent de la Frise à l'Artois, formés de 17 provinces qui au Moyen Âge étaient des principautés féodales relevant soit du royaume de France (Flandre, Artois), soit du Saint Empire (Brabant, Hollande, Zélande, etc.), réunies dans les mains du duc de Bourgogne Charles le Téméraire, échues par le jeu des mariages et héritages à la maison de Habsbourg (Charles Quint), puis à la maison des Habsbourg d'Espagne (Philippe II). Depuis le règne de Charles Quint, les 17 provinces sont une entité politique particulière, séparée de la France (traité de Madrid, traité du Cateau-Cambrésis) comme de l'Empire (transaction d'Augsbourg).
Les tensions entre Philippe II et les 17 provinces, politiques et religieuses, aboutissent à une crise en 1566 et à la révolte des Gueux, qui commence en août 1566 (« furie iconoclaste » des calvinistes les plus radicaux).
En 1567, Philippe II envoie aux Pays-Bas un contingent commandé par le duc d'Albe, qui met en place une répression féroce. Nombre des insurgés se réfugient à l'étranger, notamment en Angleterre, pays protestant, mais aussi en France où les protestants contrôlent une partie du territoire.
Le duc d'Albe réussit à rétablir l'ordre, situation qui dure jusqu'en 1572. Le leader de l'insurrection des Pays-Bas est le prince Guillaume d'Orange-Nassau, dont la campagne de 1568 a tourné court. Réfugié en Saxe (pays de son épouse), il organise des forces armées.

## Les gueux de mer, marins de l'insurrection néerlandaise
Guillaume d'Orange met notamment sur pied une flotte corsaire en attribuant des lettres de marque à des capitaines de navires, basés notamment dans le port de La Rochelle, bastion protestant dans la France des guerres de religion, sous la direction de son frère Louis de Nassau, ou dans de petits ports anglais comme Douvres. En Droit des gens, ces gueux de mer n'étaient dès lors plus assimilables à des pirates et autres forbans car les lettres de marques ou commissions de mer dont ils disposaient étaient délivrées par Guillaume d'Orange comme prince souverain d'Orange, une principauté indépendante. Des marins de toutes origines étaient présents parmi les gueux de mer : des proscrits, des nobles en rupture d'armée, des déserteurs espagnols, des Français, des Anglais, des Allemands du Nord, des Flamands et au total, la pègre de vingt ports et trois nations, et bien plus encore. Seules les commissions de ces corsaires les distinguaient en droit des pirates. D'ailleurs, Guillaume d'Orange, informé par Coligny, s'indignait également des crimes et des forfaits commis par ceux-ci. Mais les mesures qu'il prit n'eurent qu'un succès très mitigé.        
Les équipages de ses navires reprennent le nom de « gueux » adopté par les révoltés de 1566, et deviennent les « gueux de mer ». A la fin de 1569, la flotte orangiste compte 80 navires.
Le principal officier des gueux de mer est le Liégeois Guillaume II de La Marck, celui-là même qui ordonna personnellement l'assassinat des Martyrs de Gorcum peu après la prise de La Brielle.

## La prise de La Brielle (1eravril 1572)
Aux derniers jours de mars 1572, la reine Élisabeth d'Angleterre, lassée des actes de piraterie des gueux de mer, décide de les expulser des ports anglais. La flotte des gueux de mer se trouve alors contrainte au départ, sous le commandement de Willem Bloys van Treslong. Un peu plus d'un millier d'hommes s'embarquèrent sur 25 ou 26 navires les deux derniers jours de mars. Poussée par un coup de vent de tempête, la flotte arrive devant la Brielle.  
Le 1er avril, et les gueux de mer ayant appris qu'aucune garnison espagnole n'était présente, ils décident de débarquer dans le port de La Brielle (près de Rotterdam et de La Haye). Ils prirent la ville sans rencontrer aucune résistance. 
La chanceuse prise de La Brielle fut le début des succès du soulèvement des provinces du Nord contre le roi d'Espagne. Les gueux de mer donnent ainsi à l'insurrection des Pays-Bas une base pour un nouveau départ, permettant le retour de Guillaume d'Orange dans le pays (à Delft).
La perte de La Brielle était d'une portée immense pour le duc d'Albe : les bouches de l'Escaut et le port d'Anvers sont dorénavant bloqués et presque tout le commerce des Pays-Bas avec l'Espagne est désormais contrôlé par Guillaume d'Orange.  